# Cerro Azul (Paraná)
Cerro Azul es un municipio brasileño del estado de Paraná. Su población en 2007 era de 17.693 habitantes. Es conocida como la tierra de la naranja. Está a 92 kilómetros de la capital del estado, contando actualmente con asfalto en todo el recorrido de la ruta, que une la Ciudad con Rio Branco del Sur(Pr 092). 
Una de sus mayores atracciones es la Fiesta de la Naranja que presenta al Estado los productos producidos por la agricultura local.